# Julius Kuhn
Julius Kuhn (* 22. April 1992 in Braunschweig) ist ein deutscher Film- und Theaterschauspieler sowie Autor.

## Leben
Kuhn wurde in einer Akademikerfamilie geboren. Seine Familie zog mit den drei Kindern nach Ingolstadt, wo er das Katharinen-Gymnasium bis 2011 besuchte und mit dem Abitur abschloss. Er arbeitete 2012 als Assistent der Theaterpädagogik am Stadttheater Ingolstadt. Im selben Jahr begann er die Schauspielausbildung am Thomas-Bernhard-Institut des Mozarteum Salzburgs und war dort in zahlreichen Produktionen im Theater im Kunstquartier und bei den Salzburger Festspielen zu sehen.
Nach einer Spielzeit als Mitglied des Schauspielstudios am Deutschen Nationaltheater und Staatskapelle Weimar wurde er hier ab August 2015 fest ins Ensemble übernommen. Zu seinen bisherigen Rollen gehören Tom („Der Zementgarten“), Carabass Barabass („Die Abenteuer des Pinocchio“), Leopold („Der Rosenkavalier“) und Sheet / Clark („Der aufhaltsame Aufstieg des Arturo Ui“).
2019 wechselte er ans Staatstheater Augsburg.

## Theaterstücke
- 2022: Ugly Lies the Bone (Staatstheater Augsburg)

## Filmografie
- 2012: Away
- 2015: Vor.Seit.Schluss! (mit Uschi Glas)
- 2017: Audi-AudiBeat

## Auszeichnungen
- 2015: Bester Film Hollywood Film Festival (USA): Auszeichnung für Nebendarstellung
- 2016: Ensemble-Preis Theatertreffen deutschsprachiger Schauspielschulen

## Werke
- Die Fantastischen Abenteuer des Horst Finke – Ein Tiefkühltruhenroman, Twilight-Line Medien, Wasungen 2023, ISBN 978-3-966-89045-8